# Bennur, Gubbi
Bennur là một làng thuộc tehsil Gubbi, huyện Tumkur, bang Karnataka, Ấn Độ.